# Immolation
Immolation es una banda de death metal proveniente de Yonkers, Nueva York.

## Historia
La banda fue formada en mayo de 1986 por Andrew Sakowicz (bajo, voz, guitarra) y Dave Wilkinson (batería) bajo el nombre de Rigor Mortis, el cual, dos años más adelante cambiaron a Immolation, después de lanzar el demo Warriors of Doom (el cual grabaron siendo aún Rigor Mortis) y el Demo I el cual grabaron usando el nombre de Immolation. La banda firmó un contrato de distribución con Roadrunner Records para lanzar a través de este su álbum debut, Dawn of Possession. Desafortunadamente, poco después la banda dejó dicha compañía, debido a que esta tuvo problemas con la mayoría de sus bandas de death metal. Más adelante, la banda recurrió a la discográfica Metal Blade Records y lanzaron con esta tres álbumes consecutivos. Después de lanzar el segundo álbum, Here in After, el batería Craig Smilowski dejó la banda y fue rápidamente remplazado por Alex Hernández. Los dos álbumes que precedieron a los publicados por Metal Blade fueron lanzados por la discográfica francesa Listenable Records, la misma que años atrás lanzó el último álbum de la banda anterior de Hernández, Fallen Christ. En mayo de 2001, la banda encabezó una gira europea con el apoyo de bandas como Deranged, Deströyer 666, Decapitated y Soul Demise. El álbum Unholy Cult fue la despedida del guitarrista Thomas Wilkinson, y la bienvenida del exguitarrista de Angelcorpse Bill Taylor. Steve Shalaty reemplazó a Hernández en Harnessing Ruin. En febrero de 2008, Immolation salió de gira por los Estados Unidos al lado de bandas como Rotting Christ, Belphegor y Averse Sefira.  En 2009, la banda entró a los estudios Millbrook Sounds con el productor y viejo amigo suyo, Paul Orofino, para comenzar las grabaciones de un nuevo álbum, que lanzarían a través de Nuclear Blast. Durante los meses de enero y febrero de 2010, Immolation encabezó una gira al lado de Nile, Krisiun, Rose Funeral y Dreaming Dead.

## Estilo musical y temas líricos
El sonido de Immolation se basa en componer riffs fuertemente distorsionados y patrones armónicos, a menudo mostrando duelos entre los dos guitarristas en canciones progresivas, típicamente basadas en ritmos complejos y patrones de batería. Las partes de la batería se escriben, la mayoría de las veces, para que siga el ritmo de las guitarras, de una manera que es inusual en una banda de death metal. Ellos y sus compañeros death metaleros de Nueva York, Incantation, han ayudado a que la escena de su localidad sea abiertamente reconocida dentro y fuera de la escena underground.
Robert Vigna ha sido hasta el momento el único guitarrista que más ha durado en la banda, junto con el vocalista/bajista Ross Dolan. Robert Vigna está considerado como uno de los guitarristas más talentosos dentro del death metal y es conocido por sus riffs complejos y sus solos muy chillantes y agudos.
La temática de sus letras trata, en mayor parte, sobre el anticristianismo. En el álbum de 2005, Harnessing Ruin, las letras están más centradas en temas como la política. La dirección lírica sigue siendo la misma en álbumes como Shadows in the Light y Hope and Horror. En sus álbumes más recientes, la temática de las letras es considerada como menos explícita.

## Discografía
- Dawn of Possession (1991)
- Stepping on Angels... Before Dawn (1995)
- Here in After (1996)
- Failures for Gods (1999)
- Close to a World Below (2000)
- Unholy Cult (2002)
- Bringing Down the World (DVD, 2004)
- Harnessing Ruin (2005)
- Hope and Horror (EP + DVD, 2007)
- Shadows in the Light (2007)
- Majesty and Decay (2010)
- Providence (EP, 2011)
- Kingdom of Conspiracy (2013)
- Atonement (2017)
- Acts of God (2022)

## Integrantes[7]
- Ross Dolan - bajo, voz (1988-presente)
- Robert Vigna - guitarra (1988-presente)
- Alex Bouks - guitarra (2016-presente)
- Steve Shalaty - drums (2003-presente)

### Miembros pasados
Guitarras
- Bill Taylor (2001-2016)
- Thomas Wilkinson (1988-2001)
- John McEntee

Baterías
- Neal Boback (1988-1989)
- Craig Smilowski (1991-1996)
- Alex Hernández (1999 - 2002)